# Корал Терас (Флорида)
Корал Терас (енгл. Coral Terrace) насељено је место без административног статуса у америчкој савезној држави Флорида.

## Демографија
По попису из 2010. године број становника је 24.376, што је 4 (0,0%) становника мање него 2000. године.
| Група             | 2000.          | 2010.          |
| Белци             | 4.030 (16,5%)  | 2.502 (10,3%)  |
| Афроамериканци    | 281 (1,2%)     | 383 (1,6%)     |
| Азијати           | 130 (0,5%)     | 140 (0,6%)     |
| Хиспаноамериканци | 20.015 (82,1%) | 21.595 (88,6%) |
| Укупно            | 24.380         | 24.376         |